# Mnesarete cupraea
Mnesarete cupraea är en trollsländeart som först beskrevs av Selys 1853.  Mnesarete cupraea ingår i släktet Mnesarete och familjen jungfrusländor. Inga underarter finns listade i Catalogue of Life.